# Manuel Alday
Manuel Alday Marticorena (San Sebastián, 5 settembre 1917 – 28 dicembre 1976) è stato un calciatore spagnolo.
In attività giocava nel ruolo di attaccante.
Con otto triplette realizzate, è il 4º miglior realizzatore (alle spalle di Alfredo di Stéfano, Ferenc Puskás e Cristiano Ronaldo) del Real Madrid per quanto riguarda questa speciale classifica. Si ritirò nel 1944 per intraprendere la carriera di medico.